# カール・シュテルンハイム

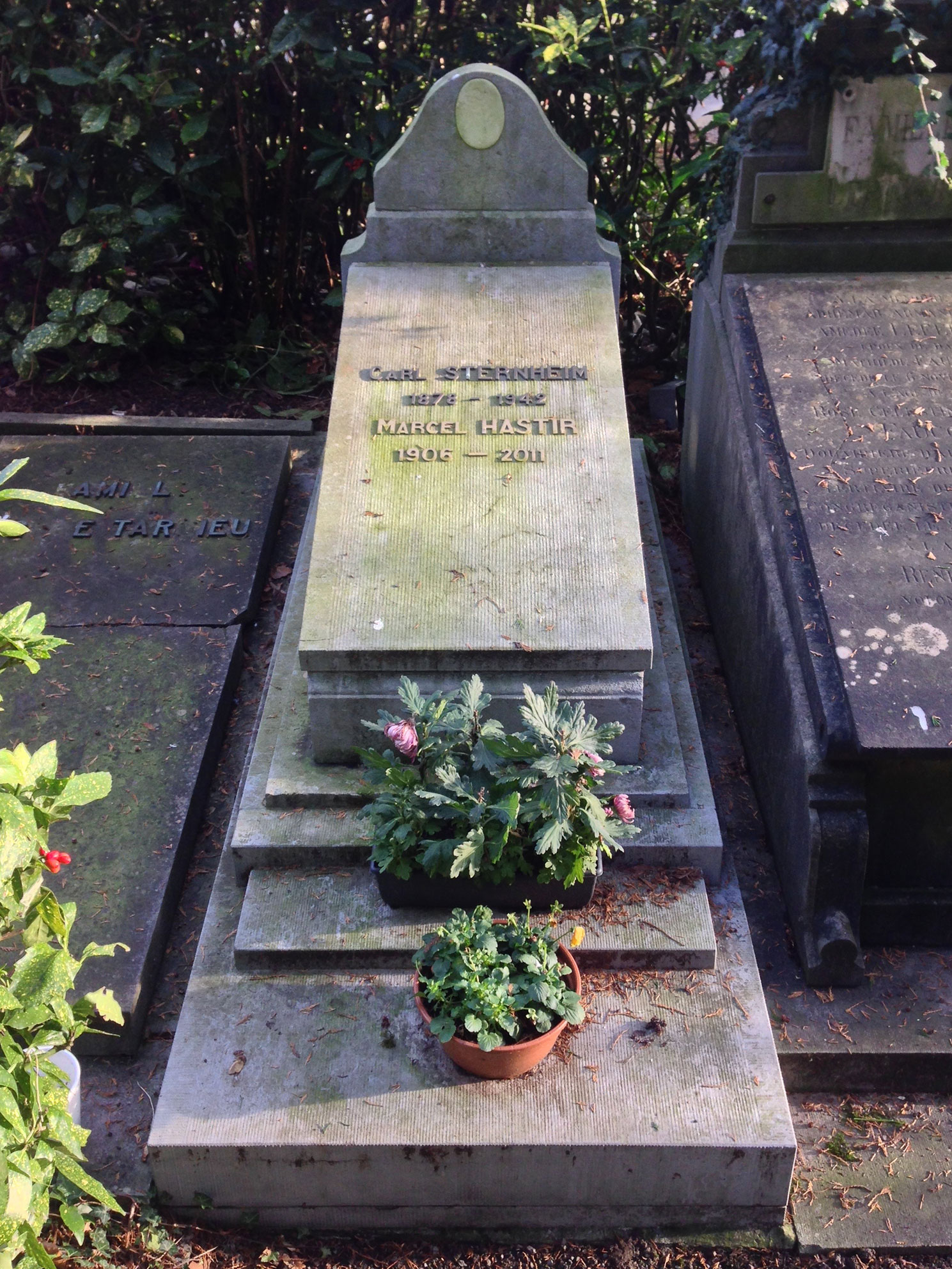

カール・シュテルンハイム（Carl Sternheim, 1878年4月1日　ライプツィヒ - 1942年11月3日　ブリュッセル）はドイツの作家。

## 人物
「貪欲、偏狭、低俗な」小市民やブルジョワ、官僚などを痛烈に諷刺した喜劇に才能を示した。
文体は冷酷、簡潔、即物的とされ、また表現主義の代表者の一人とされた。

## 主な作品

### 戯曲
- 連作三部作 Aus dem bürgerlichen Heldenleben (1911年-1922年)
  - 「ズボン」"Die Hose"　1911年
  - Der Snob
  - Carl Sternheims Theaterstück 1913
- 「ブルジョワ・シッペル」　"Bürger Schippel"　1912年
- 「白紙」　"Tabula rasa"　1916年
- 「アルシス公爵夫人」　"Die Marquise von Arcis"　1919年

### 小説
- 「ヨーロッパ」　Europa　1920年
- 「フェアファックス」　Fairfax　1921年
- "Chronik von des zwanzigsten Jahrhunderts Beginn"（短篇集）　1919年

## 文書
- Gottfried Benn - Thea Sternheim. Briefwechsel und Aufzeichnungen. Mit Briefen und Tagebuchauszügen Mopsa Sternheims, Hg. von Thomas Ehrsam. Göttingen 2004.
- Thea Sternheims Tagebuch (1903--1971) wurde im Göttinger Wallstein Verlag veröffentlicht.